# (39626) 1994 PV18
(39626) 1994 PV18 est un astéroïde de la ceinture principale d'astéroïdes découvert en 1994.

## Description
(39626) 1994 PV18 a été découvert le 12 août 1994 à l'observatoire de La Silla, au Chili, par Eric Walter Elst.

### Caractéristiques orbitales
L'orbite de cet astéroïde est caractérisée par un demi-grand axe de 2,92 ua, un périhélie de 2,68 ua, une excentricité de 0,08 et une inclinaison de 2,19° par rapport à l'écliptique. Du fait de ces caractéristiques, à savoir un demi-grand axe compris entre 2 et 3,2 ua et un périhélie supérieur à 1,666 ua, il est classé, selon la JPL Small-Body Database, comme objet de la ceinture principale d'astéroïdes.

### Caractéristiques physiques
(39626) 1994 PV18 a une magnitude absolue (H) de 14,5 et un albédo estimé à 0,126.